# Ikerasaarsuk
Ikerasaarsuk é um assentamento no município de Qaasuitsup, oeste da Gronelândia. Em 2010 tinha 106 habitantes.

## Transporte
A Air Greenland serve o assentamento somente no Inverno, com voos de helicóptero do Heliporto de Ikerasaarsuk para o Heliporto de Iginniarfik e para o Heliporto de Kangaatsiaq. Durante o verão e o outono, quando as águas da Baía de Disko são navegáveis, o transporte e a comunicação é feita somente pelo mar, operados pela Diskoline. São feitas viagens através de ferry de Ikerasaarsuk para Kangaatsiaq, Attu, Iginniarfik, Niaqornaarsuk e Aasiaat.

## População
A população de Ikerasaarsuk sofreu um aumento da década de 1990 para a década de 2000, estabilizando-se na década de 2000.